# Tachydromia ciliata
Tachydromia ciliata är en tvåvingeart som beskrevs av Axel Leonard Melander 1910. Tachydromia ciliata ingår i släktet Tachydromia och familjen puckeldansflugor. Inga underarter finns listade i Catalogue of Life.